# Стажеховські
Стажеховські — шляхетські роди.

## гербуЛеліва

### Представники
- Пйотр Стажеховський зі Стажеховіц — польський католицький релігійний діяч, матір — зі шляхти гербу Джевіца, Львівський латинський архієпископ з 1541 року,

## гербу Нечуя

### Представники
- Войцех — дружина — з Турських гербу Яніна (пом. 1520)
  - Ян — подільський воєвода у 1562—1567 роках, був одружений з Бидловською гербу Топач (також його сином Войцеха вважали Бартош Папроцький, Мартин Бєльський)
  - Войцех (пом. 1540) — львівський підкоморій, староста вишгородський 1580 року, мав конфлікт з князем Пронським[1]
  - Саломон
  - Миколай (пом. 1549).

- Ганна (Анна) — мати Примаса Польщі графа Іґнація Красіцького, остання представниця роду.[2]